# رامبراساد سين
ساداك رامبراساد سين (1718 أو 1723 - 1775) هو شاعر هندوسي من الطائفة الشاكتية وقديس البنغال في القرن الثامن عشر. ما تزال قصائده البهاكتية، المعروفة باسم رامبراسادي، تحظى بشعبية في البنغال –والتي يكثر فيها مخاطبة الإلهة الهندوسية كالي باللغة البنغالية. عادة ما تنطوي قصص حياة رامبراساد على أساطير وخرافات ممزوجة بتفاصيل سيرته الذاتية.
يُذكر أن رامبراساد ولد في عائلة فيديا البنغالية، وأظهر اهتمامه بالشعر منذ سن مبكرة. أصبح تلميذًا لدى كريشناناندا أغامافاغيشا، وهو باحث في فلسفة تنترا وممارسة اليوغي. اشتهر رامبراساد بأغانيه التعبدية. أصبحت حياته موضوع العديد من الحكايات التي تصور إخلاصه لكالي وعلاقته بها. من أعمال رامبراساد الأدبية فيديا سوندار وكالي كيرتان وكريشنا كيرتان وشاكتيجيتي.
يُعزى الفضل إلى رامبراساد في إنشاء بنية تركيبية جديدة تجمع بين الأسلوب الشعبي البنغالي لموسيقى جماعة باول والألحان الكلاسيكية وفن الكرتان. ترسَّخ الأسلوب الجديد في الثقافة البنغالية تزامنًا مع ما فعله العديد من الملحنين الشعراء بالدمج بين الألحان الشعبية والألحان القائمة على الراغا، والمزج بين أساليب الموسيقى الشائعة من الكلاسيكية إلى شبه الكلاسيكية والفولكلورية. ما تزال أغانيه، التي تضم توليفة شهيرة – تُعرف باسم رامبراسادي سانغيت (أغاني رامبراساد) – تُغنى حتى اليوم في بنغال، وتُباع في معابد شاكتا وبيثاس في بنغال.

## سيرته الذاتية
تتسم سيرة رامبراساد الذاتية بأنها مزيج من السيرة الذاتية والتعبير المجازي والأسطورة.

### نشأته
ولد رامبراساد في غارالغاشا، مقاطعة هوغلي (في منزل أمه)، لعائلة فيديا التي تعبد الإله دهانفانتاري غوترا. تاريخ ميلاده الفعلي غير معروف نظرًا لعدم وجود سجلات ميلاد، ولكنه يُعتقد أنه ولد نحو عام 1718 أو 1723. عمل والده، رامرام سين، طبيبًا أيورفيديًا وباحثًا سنسكريتيًا. والدة رامبراساد، سيدسواري، هي الزوجة الثانية لرامرام. أُرسل رامبراساد ليلتحق بمدرسة سنسكريتية حيث تعلم القواعد السنسكريتية والأدب والفارسية والهندية. عندما كان شابًا، برزت لديه موهبة في الشعر وتعلم لغات جديدة.
أمِل رامرام أن يسير ابنه على خطاه وأن يتابع مهنته، إلا أن رامبراساد لم يُبد أي اهتمام بالمساعي العملية. عندما كبر، سببت ميول رامبراساد وتوجهاته الروحية قلقًا كبيرًا لدى والديه. ظن والداه أن الزواج سيجعله أكثر مسؤولية، فزوجاه بفتاة تدعى سرفاني عندما كان في الثانية والعشرين من عمره. تماشيًا مع عادات الأسرة وتقاليدها، أعلن المعلم الروحي للعائلة، مادهافاتشاريا، بدء حياتهما الزوجية. تفيد بعض الروايات الكلاسيكية أنه عندما بدأ المعلم الروحي بهمس تعويذة مانترا، تحرّق رامبراساد شوقًا بسبب تعلقه الشديد بالإلهة كالي. فقد معلمه بعد عام واحد من بدء زواجه. أصبح رامبراساد فيما بعد تلميذًا لكريشناناندا أغامافاغيشا، وهو ممارس يوغي وعالم في فلسفة تنترا. اشتهر أغامافاغيشا بحبه للإلهة كالي وهو مؤلف كتاب التانتراسارا البنغالي. درس رامبراساد فلسفة سادانا التنترية (التخصصات الروحية) ومارس عبادة كالي بإرشاد من أغاماغايشا.

### عمله
خلافًا لما رغب به والدي رامبراساد بأن يبحث عن وظيفة، يُذكر أنه كرس معظم وقته في دراسة السادانا. توفي رامرام دون أن يترك شيئًا لأسرته لتعيل نفسها به. بسبب الفقر، أُرغم رامبراساد على الانتقال إلى كولكاتا حيث عمل محاسبًا في منزل دورغا شاران ميترا مقابل راتب شهري قدره ثلاثون روبية. يُذكر في بعض الروايات الكلاسيكية أن رامبراساد اعتاد كتابة أغاني تعبدية إلى كالي خلال العمل. شعر زملاؤه الموظفون بالفزع لرؤيته يكتب قصائد في دفتر حساباته، وأبلغوا صاحب العمل عنه. تأثر دورغا شاران ميترا، عند قراءة أعمال رامبراساد، بتقواه ومهاراته الأدبية. بدلًا من طرد رامبراساد من العمل، طلب منه العودة إلى قريته وتأليف الأغاني لكالي، مع الاستمرار في دفع راتبه.

### السادانا والشعر
بعد عودة رامبراساد إلى قريته، أمضى معظم وقته في ممارسة السادانا والتأمل والصلاة. تفيد بعض الروايات التقليدية عن العديد من ممارسة رامبراساد العديد من شعائر السادانا السرية، بما في ذلك الوقوف في أعماق نهر الغانج، وغناء الأغاني لكالي. اعتاد رامبراساد ممارسة السادانا بانتظام في البانشافاتي، وهو بستان يضم خمسة أنواع من الأشجار –تين الهند والقثاء الهندي والأملج الشائع والأشوكا– والتي تُعتبر جميعها أشجارًا مقدسة في تقاليد فلسفة تنترا. رُوي كذلك أنه كان يقضي ساعات في التأمل في بانشاموندي أسانا (مذبح يحتوي بداخله على خمس جماجم مدفونة –جماجم ثعبان وضفدع وأرنب وثعلب ورجل). وفقًا للقصص الشعبية، صور رامبراساد كالي على أنها تشبه الإلهة أدياشاكتي ماهامايا.
سمع رجا كريشنا شاندرا من منطقة نادية، وهو مالك الأرض في عهد الناواب سراج دولا من البنغال، ترانيم رامبراساد. كان كريشنا شاندرا من المتحمسين لعبادة لكالي، فعين رامبراساد شاعرًا في البلاط. لم يحضر رامبراساد بلاط المهراجا بكثرة وفضل قضاء وقته في ممارسة السادنا وعبادة كالي بدلًا من ذلك. تبرع كريشنا شاندرا لرامبراساد، فمنحه 100 فدان (0.40 كيلومترًا مربعًا؛ 0.16 ميلًا مربعًا) من الأراضي المعفاة من الضرائب. في المقابل، أهدى رامبراساد كتابه فيديا سوندار («المعرفة الجميلة») إلى المهراجا. منح كريشنا شاندرا رامبراساد لقب كافيرانغانا («فنان الشعراء»). اعتاد رامبراساد غناء ترانيم كالي إلى المهراجا خلال سنوات حكمه الأخيرة. عُرف رامبراساد بتصوفه في أوساط المتصوفين والناواب سراج دولا. يُقال إن رامبراساد زار محكمة الناواب بناء على طلب مستمر منه.
يسرد كتاب الأخت نيفديتا الذي حمل عنوان كالي الأم لقاء رامبراساد مع الناواب سراج دولا، الذي كان يسافر في بارجة بينما صادف رامبراساد، وهو يغني على الشاطئ. فُتن الناواب بموسيقاه، ودعاه ليركب على متن السفينة وطلب منه الغناء. تردد رامبراساد في بادئ الأمر لأنه لم يكن يعرف أي أغنية سوى غير شياما سانغيت، ولذلك طلب منه الناواب غناء أغان مهداة إلى والدته.

### وفاته
خلال شيخوخته، تلقى رمبراساد الرعاية من ابنه رامدولال وزوجة ابنه بهاغافاتي. تُسرد العديد من القصص الشعبية التي تروي وفاة رامبراساد. اعتاد رامبراساد المشاركة في مهرجان كالي بوجا، أي مهرجان الأضواء، خلال ليلة عيد ديوالي. في إحدى ليالي كالي بوجا، أدى رامبراساد شعائر البوجا وغنى طوال الليل. في الصباح، حمل جرة الماء المقدس للأم الإلهية على رأسه إلى نهر الغانج. تبعه المصلون، الذين حملوا صورة كالي الطينية ليجلسوا في نهر الغانج بعد ليلة العبادة. عبر رامبراساد النهر المقدس، واستقر فيه إلى أن أصبحت المياه عميقة، حيث كان يغني لكالي طوال الوقت. توفي رامبراساد عندما غُمرت صورة كالي، ويُعتقد أن ذلك حدث نحو عام 1775.
مع ذلك، تثبت بعض الأدلة الوثائقية، ولا سيما وثائق كابولاتيباترا (الاعتراف) والتي يعود تاريخها إلى أبريل 1794 وتحمل توقيع رامبراساد، حقيقة أن رامبراساد كان على قيد الحياة في عام 1794. يُحتفظ بوثائق كابولاتيباترا في متحف سوارنا في باريشا حيث تُعرض هناك.